# Santiago Martín Rivas
Santiago Enrique Martín Rivas (Lucma, La Libertad, 4 de noviembre de 1957) es un exmilitar y criminal peruano. Fue un mayor del Ejército del Perú, miembro del Servicio de Inteligencia del Ejército (SIE) y líder de un escuadrón de la muerte conocido como Grupo Colina, responsable de varias masacres, secuestros, asesinatos y desapariciones forzadas durante la época del terrorismo en el gobierno de Alberto Fujimori.

## Biografía
Santiago Enrique Martín Rivas estudió en la Escuela Militar de Chorrillos, graduándose como subteniente del arma de ingeniería el 1 de enero de 1978, siendo parte de la 82.º Promoción "Teniente Luis García Ruiz". En 1981 participó en el conflicto del Falso Paquisha, donde conoció a su mentor, el capitán José Colina, quien murió en 1984 en extrañas circunstancias. En 1983 conocería a Benedicto Jiménez, quien posteriormente sería jefe del GEIN y con quien mantendría una rivalidad.
Trabajó en el ejército para la lucha antisubversiva. En 1987, entró al Servicio de Inteligencia del Ejército (SIE), adscrito a la Dirección de Inteligencia del Ejército (DINTE). En 1988, conoció a Vladimiro Montesinos en el transcurso del Caso Cayara, un escándalo que envolvió al ejército por el ataque indiscriminado a la población de Cayara por parte de los efectivos tras un ataque de Sendero Luminoso. En ese entonces, Martín Rivas actuó como encargado del caso y enlace con Montesinos, que actuaba de informante, por órdenes del coronel Osvaldo Hanke Velasco, jefe del SIE. A finales de los años 80, viajó a Colombia donde estudió en la Escuela de Inteligencia de Colombia. Durante la campaña presidencial de 1990, Martín Rivas trabajó en un plan antisubversivo, como integrante del SIE, que se propuso al FREDEMO, partido del entonces candidato Mario Vargas Llosa, debido a que el ejército apoyaba la candidatura de Vargas Llosa. En diciembre de 1990, Martín Rivas fue convocado a Perú desde Colombia. A su llegada, fue recibido por agentes del Servicio de Inteligencia Nacional (SIN), quienes lo llevaron a una reunión con Montesinos. Aunque Martín Rivas no perteneció al SIN, asistía a sus reuniones como representante del ejército. Tras la captura de los archivos de Sendero Luminoso por parte del GEIN, Martín Rivas fue uno de los encargados del análisis de dichos documentos. Producto de los análisis, Martín Rivas junto a Carlos Pichilingue elaboraron un informe sobre cómo enfrentar a Sendero Luminoso. Por tal acción recibieron una felicitación de Fujimori en junio de 1991. De dicho informe se organizó una reunión denominada como la "reunión de la Mesa Redonda" con presencia de altos mandos militares donde Martín Rivas explicó las estrategias de Sendero Luminoso y la recomendación de pasar a la guerra de baja intensidad donde se "enfrentaría al terrorismo con sus propios métodos" con el objetivo de que "ningún senderista se sienta seguro en ningún lugar". La reunión terminó con la aprobación de las recomendaciones.
En 1991, mientras vivía encubierto, tuvo una hija con la suboficial Mariela Barreto, una agente de inteligencia y subordinada de Martín Rivas. Ese mismo año formó junto a otros oficiales del ejército el denominado Grupo Colina,  y cometen su primera acción paramilitar de envergadura: la masacre de Barrios Altos. Martín Rivas, según Sosa Saavedra (miembro del referido grupo), llamaría a aquel grupo como "Lima".

## Procesos judiciales
El 3 de mayo de 1994, tras un juicio marcial, fue condenado a 20 años de prisión por violaciones a los derechos humanos. Tras cumplir trece meses de pena en el Cuartel Simón Bolívar, en Pueblo Libre, el 14 de junio de 1995 le fue otorgada una amnistía presidencial. Esta condena fue anulada tras la huida de Fujimori del Perú. Tras la amnistía de 1995, Martín Rivas se quedó a vivir en el cuartel Bolívar, donde había sido recluido. En el transcurso de su permanencia en el Cuartel Bolívar (hasta marzo de 1997), fue sometido a vigilancia por agentes de Montesinos. Para 1997, Martín Rivas no trabajaba ni para el SIN ni para el SIE.
El 23 de marzo de 1997, en la carretera a Canta, fue encontrado el cadáver torturado, descuartizado y decapitado de Mariela Barreto, quien, junto con otra agente del SIN, Leonor La Rosa (quien alegó haber sido torturada), fue sospechosa de filtrar datos de los crímenes del Grupo Colina a la prensa. Martín Rivas fue señalado como principal sospechoso de la muerte de Barreto, aunque Martín Rivas manifestó que tal acción fue realizada por Montesinos.
En 1998 el agente Mesmer Carles Talledo acusó al Grupo Colina como autores del asesinato del sindicalista Pedro Huillca. Para investigar el caso, se creó una comisión parlamentaria en la cual Martín Rivas tuvo que declarar como jefe del grupo paramilitar, negando su existencia. Para escapar de los familiares de las víctimas que le esperaban en la puerta del Congreso, tuvo que huir por una ventana.
En 2001 pasó a la clandestinidad, y a pesar de tener una orden de captura, no fue retirado del ejército, por lo cual siguió cobrando una pensión estatal. Como prófugo de la justicia concedió diversas entrevistas al periodista Umberto Jara en diferentes lugares para no ser capturado por las autoridades. En una de ellas, grabada en vídeo, reveló que el expresidente Alberto Fujimori ordenó la creación del Grupo Colina; grupo que Rivas señaló en Canal N como el autor de las masacres de La Cantuta y Barrios Altos. Tras la serie de entrevistas, Jara publicó el libro Ojo por ojo, en el cual recopila las declaraciones de Martín Rivas sobre los crímenes del comando paramilitar que dirigía. Según declaraciones del comandante Rivas, aceptó las entrevistas porque se sintió desamparado y traicionado por sus benefactores en el Ejército peruano.
Tras un trabajo de investigación de dos años del Ministerio del Interior, Martín Rivas fue capturado el 18 de noviembre de 2002 mientras concedía una entrevista a Jara en su casa en el distrito limeño de San Miguel. Durante su traslado a las dependencias policiales correspondientes, fue increpado continuamente con el grito de «¡Asesino!», por asociaciones en defensa de los derechos humanos y por familiares de muchas de las víctimas del Grupo Colina. Fue interrogado por la desaparición del periodista Pedro Yauri en Huacho.
En 2006 la Corte Interamericana de Derechos Humanos ordena que se reabra el caso de la Cantuta y Martín Rivas vuelve a ser enjuiciado, pero esta vez por un tribunal civil.
En 2010 fue condenado a veinticinco años de prisión junto con quien fuera asesor del presidente Fujimori durante su mandato, Vladimiro Montesinos, y el excomandante general del ejército, Nicolás Hermoza Ríos, entre otros; en un juicio celebrado por las masacres de Barrios Altos, de La Cantuta y el asesinato y desaparición del periodista Pedro Yauri. También fue procesado junto a Montesinos, entre otros, por la tortura, asesinato y descuartizamiento de la exagente de inteligencia Mariela Barreto.
En 2024, durante el proceso judicial por la masacre de Pativilca, Martín Rivas no ha mostrado signos de arrepentimiento e incluso ha amenazado a quienes han intentado hacer justicia por los crímenes cometidos por las Fuerzas Armadas.